# Sede titolare di Sabiona
Sabiona (in latino Sebanensis) è una sede titolare della Chiesa cattolica, che ebbe sede nel monastero di Sabiona, prima dello spostamento a Bressanone attorno all'anno 1000.

## Storia
Tra il VI secolo e l'XI secolo Sabiona fu un'importante diocesi, originariamente suffraganea del patriarcato di Aquileia e dal 798 dipendente dalla metropolia di Salisburgo, facendo parte così dell'antico mandamento bavarese.
La diocesi di Sabiona è considerata l'organizzazione ecclesiastica più antica della regione del Tirolo. Fin dall'Alto Medioevo san Cassiano di Imola venne venerato come martire di Sabiona, mentre una leggenda medievale narra che fosse il primo vescovo di Sabiona. A Cassiano era dedicata l'antica cattedrale della diocesi. Un altro vescovo attribuito dalla tradizione alla sede sabionese è l'apocrifo san Lucano o Lugano, vescovo nel V secolo, detto apostolo delle Dolomiti.
Il primo vescovo di Sabiona storicamente documentato è sant'Ingenuino. Prese parte al sinodo di Grado del 579, dove si firma come episcopus secundae Raetiae, durante il quale aderì, assieme ai vescovi del patriarcato aquileiese, allo scisma tricapitolino; partecipò poi al sinodo di Marano del 590; nel 591 sottoscrisse la lettera dei vescovi scismatici all'imperatore Maurizio.
Un catalogo dei vescovi di Sabiona, redatto in forma poetica nel IX secolo, riporta i nomi dei presunti primi quattro vescovi di questa sede: dopo Ingenuino, ci sarebbe Mastulo, molto dubbio per Lanzoni, ma ammesso dal Kehr; seguono Giovanni, non documentato storicamente, e Alimo, vescovo certo di Sabiona nella seconda metà dell'VIII secolo.
Un altro catalogo, più recente (XIV secolo), menziona quattordici vescovi dopo Ingenuino e prima di Alimo; gli ultimi due, Mastulo e Giovanni, sono i medesimi riportati dal catalogo più antico.
Nel 901 l'imperatore Ludovico IV il Fanciullo dona la località di Bressanone al vescovo Zaccaria. Da questo momento essa divenne la residenza occasionale dei vescovi sabionesi, finché sul finire del X secolo la sede venne traslata definitivamente nella nuova città, la cui diocesi ne rappresenta oggi la continuazione. È con Albuino nel 977 che per la prima volta si parla di un vescovo di Sabiona e Bressanone (sanctæ Sabianensis et Prixianensis ęcclesiæ ępiscopus).
Dal 1967 Sabiona è annoverata tra le sedi vescovili titolari della Chiesa cattolica; dal 12 settembre 2017 l'arcivescovo, titolo personale, titolare è Angelo Accattino, nunzio apostolico in Tanzania.

## Cronotassi

### Vescovi titolari
- Antonio Fustella † (1º ottobre 1967 - 22 maggio 1973 nominato vescovo di Saluzzo)
- Maurílio Jorge Quintal de Gouveia † (26 novembre 1973 - 21 marzo 1978 nominato arcivescovo titolare di Mitilene)
- Thomas Anthony White † (27 maggio 1978 - 7 maggio 2017 deceduto)
- Angelo Accattino, dal 12 settembre 2017